# النحلة الطائرة
النحلة الطائرة هي قطعة موسيقية أوركسترالية من تأليف نيكولاي ريمسكي كورساكوف ما بين 1899 و1900م، كجزء من أوبرا قصة القيصر سالتان
تعتبر هذه المقطوعة من أشهر مقطوعات التحدي بين عازفي الآلات الموسيقية وخصوصاً على آلة الكمان.
تختم هذه القطعة الفصل الثالث من الأوبرا حيث يقوم البجع السحري بتحويل الأمير جفيدون سالتانوفيتش (ابن القيصر) إلى نحلة حتى يتمكن من السفر بعيدًا لزيارة والده (الذي لا يعرف أنه على قيد الحياة)
مقطع من معزوفة «النحلة الطائرة»